# Lista över countyn i New Jersey

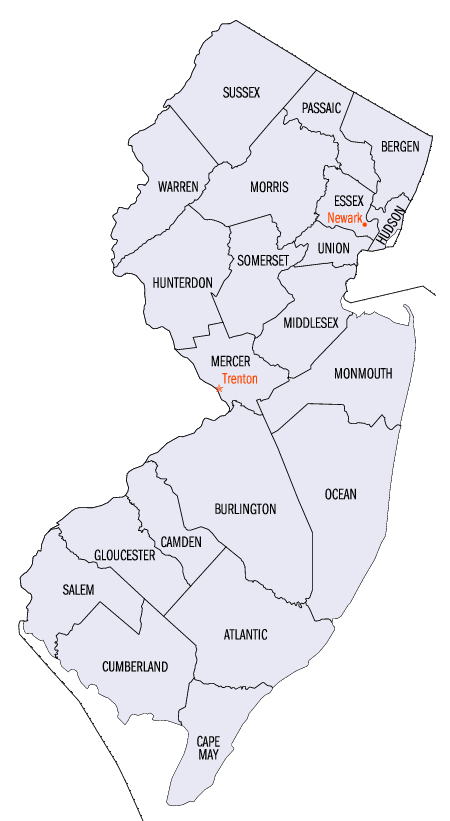
New Jerseys countyn.

Detta är en lista över de 21 countyn som finns i delstaten New Jersey i USA.  
| County     | Huvudort (county seat) | Grundat |
| ---------- | ---------------------- | ------- |
| Atlantic   | Mays Landing           | 1837    |
| Bergen     | Hackensack             | 1683    |
| Burlington | Mount Holly            | 1694    |
| Camden     | Camden                 | 1844    |
| Cape May   | Cape May Court House   | 1692    |
| Cumberland | Bridgeton              | 1748    |
| Essex      | Newark                 | 1683    |
| Gloucester | Woodbury               | 1686    |
| Hudson     | Jersey City            | 1840    |
| Hunterdon  | Flemington             | 1714    |
| Mercer     | Trenton                | 1838    |
| Middlesex  | New Brunswick          | 1683    |
| Monmouth   | Freehold               | 1683    |
| Morris     | Morristown             | 1739    |
| Ocean      | Toms River             | 1850    |
| Passaic    | Paterson               | 1837    |
| Salem      | Salem                  | 1694    |
| Somerset   | Somerville             | 1688    |
| Sussex     | Newton                 | 1753    |
| Union      | Elizabeth              | 1857    |
| Warren     | Belvidere              | 1824    |